# Cyclocypris washingtoniensis
Cyclocypris washingtoniensis är en kräftdjursart som beskrevs av Dobbin 1941. Cyclocypris washingtoniensis ingår i släktet Cyclocypris och familjen Cyprididae. Inga underarter finns listade i Catalogue of Life.